# Jenji Kohan
Pour les articles homonymes, voir Kohan.
Jenji Kohan, née le 5 juillet 1969 à Los Angeles, est une scénariste et productrice de télévision américaine, notamment connue pour être la créatrice des séries Weeds et Orange Is the New Black. Elle a reçu sept nominations aux Emmy Awards, dont un gagné en tant que productrice de Tracey Takes On....

## Biographie
Kohan est née dans une famille juive à Los Angeles, en Californie. Ses parents sont Rhea Kohan et Alan W. "Buz" Kohan. Elle a deux frères plus âgés, les jumeaux Jono et David. 
Une grande partie de la famille Kohan travaille dans le show business. Son père Buz est auteur et producteur pour la télévision, primé d'un Emmy Award, ainsi que compositeur de musique. Sa mère Rhea est autrice pour la télévision, romancière et occasionnellement actrice. Son frère David est producteur de télévision et a été primé aux Emmy Awards.
Les grands-parents paternels de Kohan étaient Charles Kohan, né en Roumanie en 1902, et May E. Charles, née à New York de parents russes. Ils se connaissaient depuis leur enfance et ont grandi dans une maison d'accueil à New York, dans le Lower East Side de Manhattan.
Kohan dit de son père qu'il était le "roi de la télévision de variétés à son époque", écrivant et produisant les Oscars et autres émissions de variétés. Sa mère était romancière.
Jenji Kohan a grandi à Beverly Hills, en Californie et a obtenu son diplôme de la Beverly Hills High School en 1987. Elle a d'abord fréquenté l'Université Brandeis, puis a été transférée à la Columbia University en deuxième année, où elle a obtenu son diplôme en anglais et en littérature en 1991.

## Filmographie

### Scénariste
- 2013-2016 : Orange Is the New Black (série télévisée) (56 épisodes)
- 2005-2015 : The Devil You Know (mini-série) (102 épisodes)
- 2010 : Tough Trade (téléfilm)
- 2009 : Ronna & Beverly (téléfilm)
- 2004 : The Stones (série télévisée)
- 2002 : My Wonderful Life (téléfilm)
- 2002 : Will & Grace (série télévisée) (1 épisode)
- 2000 : Gilmore Girls (série télévisée) (1 épisode)
- 1996-1999 : Tracey Takes On... (série télévisée) (18 épisodes)
- 1998 : Sex and the City (série télévisée) (1 épisode)
- 1996-1997 : Mad About You (série télévisée) (4 épisodes)
- 1996 : Boston Common (en) (série télévisée) (1 épisode)
- 1994 : Le Prince de Bel-Air (série télévisée) (1 épisode)

### Productrice
- 2016 : G.L.O.W. (série télévisée)
- 2013-2019 : Orange Is the New Black (série télévisée) (91 épisodes)
- 2005-2012 : Weeds (série télévisée) (102 épisodes)
- 2010 : Tough Trade (téléfilm)
- 2009 : Ronna & Beverly (téléfilm)
- 2007 : Me & Lee? (téléfilm)
- 2004 : The Stones (série télévisée)
- 2002 : My Wonderful Life (téléfilm)
- 2000-2001 : Gilmore Girls (série télévisée) (12 épisodes)
- 1996-1999 : Tracey Takes On... (série télévisée) (14 épisodes)
- 1996-1997 : Mad About You (série télévisée) (24 épisodes)
- 1996 : The Best of Tracey Takes On... (téléfilm)

### Actrice
- 2010 : Weeds (série télévisée) : la femme à l'aéroport (S6 E13)